# Hu Yadong
Hu Yadong (xinès: 胡亞東)  (valor desconegut, 3 d'octubre de 1968) és una ex-remadora xinesa que va competir durant la dècada de 1980.
El 1988 va prendre part en els Jocs Olímpics de Seül, on disputà dues proves del programa de rem. Guanyà la medalla de plata en la competició del quatre amb timoner, formant equip amb Li Ronghua, Yang Xiao, Zhang Xianghua i Zhou Shouying; i la de bronze en la prova del vuit amb timoner. En el seu palmarès també destaca una medalla de plata al Campionat del món de rem i una d'or als Jocs Asiàtics de 1990.